# Ceratocephala crosslandi
Ceratocephala crosslandi är en ringmaskart som först beskrevs av Monro 1933.  Ceratocephala crosslandi ingår i släktet Ceratocephala och familjen Nereididae. Utöver nominatformen finns också underarten C. c. americana.